# Perdita turgiceps
Perdita turgiceps är en biart som beskrevs av Timberlake 1954. Perdita turgiceps ingår i släktet Perdita och familjen grävbin. Inga underarter finns listade i Catalogue of Life.